# Свертушка чорновола
Све́ртушка чорновола (Microspingus torquatus) — вид горобцеподібних птахів родини саякових (Thraupidae). Мешкає в Південній Америці.

## Підвиди
Виділяють два підвиди:

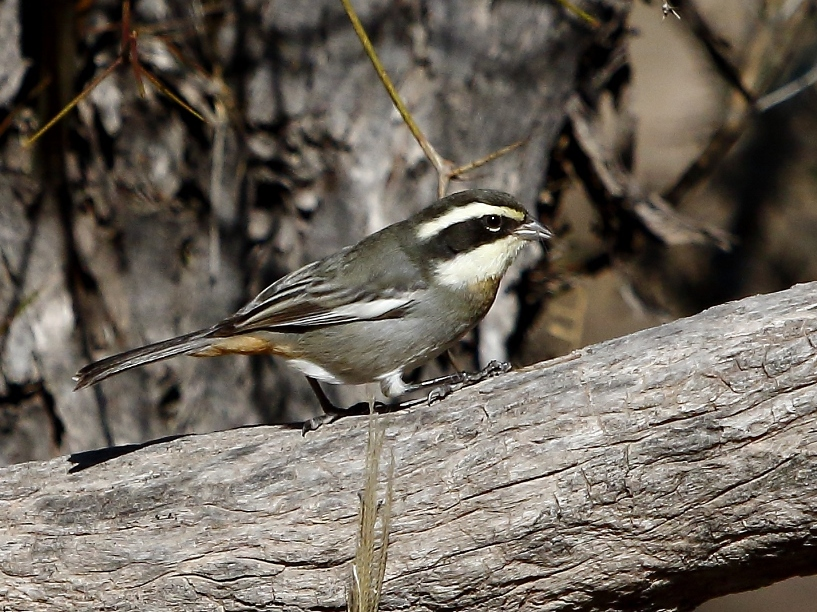
Чорновола свертушка (підвид M. t. pectoralis)

- M. t. torquatus (Gyldenstolpe, 1941) — центральна і західна Болівія;
- M. t. pectoralis (Sclater, PL, 1881) — центральна і північна Аргентина.

Деякі дослідники класифікують підвид M. t. pectoralis як окремий вид Microspingus pectoralis.

## Поширення і екологія
Чорноволі свертушки мешкають у Болівії і Аргентині, представники підвиду M. t. pectoralis взимку мігрують до Північної Аргентини та до Парагваю. Вони живуть у сухих і високогірних чагарникових заростях та в сухих тропічних і субтропічних лісах. Зустрічаються на висоті до 2800 м над рівнем моря.